# 紀元前621年
紀元前621年（きげんぜん621ねん）は、西暦（ローマ暦）による年。紀元前1世紀の共和政ローマ末期以降の古代ローマにおいては、ローマ建国紀元133年として知られていた。紀年法として西暦（キリスト紀元）がヨーロッパで広く普及した中世時代初期以降、この年は紀元前621年と表記されるのが一般的となった。

## 他の紀年法
- 干支 : 庚子
- 日本
  - 皇紀40年
  - 神武天皇40年
- 中国
  - 周 - 襄王31年
  - 魯 - 文公6年
  - 斉 - 昭公12年
  - 晋 - 襄公7年
  - 秦 - 穆公39年
  - 楚 - 穆王5年
  - 宋 - 成公16年
  - 衛 - 成公14年
  - 陳 - 共公11年
  - 蔡 - 荘侯25年
  - 曹 - 共公32年
  - 鄭 - 穆公7年
  - 燕 - 襄公37年
- 朝鮮
  - 檀紀1713年
- ユダヤ暦 : 3140年 - 3141年

## できごと

### アテナイ
- この頃、ドラコンが成文法を制定。

### ユダ王国
- この頃、エルサレム神殿で律法の書が発見され、それに基づき国王ヨシヤが「申命記改革」を行う。

### 中国
- 晋の五軍のうち二軍を廃止した。狐射姑を中軍の将とし、趙盾を中軍の佐としたが、陽処父が両者の地位を入れ替えた。
- 晋の趙盾が執政をはじめた。
- 晋の襄公が死去したため、趙盾は公子雍を国君に迎えようとした。
- 晋の狐射姑がその弟の狐鞫居に命じて陽処父を殺害させた。狐鞫居は殺され、狐射姑は狄に亡命した。

## 死去
- 晋の襄公
- 秦の穆公